# Лоример, Боб
Роберт Рой Лоример (англ. Robert Roy Lorimer; род. 25 августа 1953, Торонто) — бывший канадский хоккеист, игравший на позиции защитника, двукратный обладатель Кубка Стэнли в составе «Нью-Йорк Айлендерс» (1980, 1981).

## Игровая карьера
На драфте НХЛ 1973 года был выбран в 9-м раунде под общим 129-м номером клубом «Нью-Йорк Айлендерс». После выбора на драфте продолжил играть на студенческом уровне за команду «Мичиган Тех Хаскис», представляющую Мичиганский технологический университет,в которой по итогам сезона 1974/75 заработал 31 очков и был включён в Сборную всех звёзд NCAA.
По окончании студенческой карьеры стал игроком фарм-клуба «Айлендерс» «Маскигон Мохокс», в котором играл целый сезон. Затем он в течение двух сезонов играл за другой фарм-клуб «Форт-Уорт Тексанс», сыграв при этом в НХЛ только 6 игр. С сезона 1978/79 он стал основным игроком «Айлендерс», за который играл три сезона, в составе которого выиграл в 1980 и 1981 годах два Кубка Стэнли подряд.
В октябре 1981 года был обменян в «Колорадо Рокиз», в котором отыграл целый сезон. После того как она стала называться «Нью-Джерси Девилз», Лоример играл за «Девилз» в течение четырёх сезонов, завершив карьеру в возрасте 32 лет из-за проблем с коленом.